# كريس وليامز (لاعب كرة قدم أسترالي)
كريس وليامز (بالإنجليزية: Chris Williams)‏ هو مدرب كرة قدم ولاعب كرة قدم أسترالي، ولد في 1986 في سيدني في أستراليا.